# Élections cantonales de 1973 dans le Finistère
Les élections cantonales françaises de 1973 ont eu lieu les 23 et 30 septembre 1973.

## Contexte départemental

### Assemblée départementale sortante
| Parti                                            | Sigle | Élus |
| ------------------------------------------------ | ----- | ---- |
| Majorité (23 sièges)                             |       |      |
| Centre démocrate                                 | CD    | 14   |
| Républicains indépendants                        | RI    | 6    |
| Parti républicain, radical et radical-socialiste | Rad.  | 3    |
| Gauche (11 sièges)                               |       |      |
| Parti socialiste                                 | PS    | 7    |
| Parti communiste français                        | PCF   | 3    |
| Parti socialiste unifié                          | PSU   | 1    |
| Opposition gaulliste (9 sièges)                  |       |      |
| Union des démocrates pour la République          | UDR   | 5    |
| Centre national des indépendants et paysans      | CNIP  | 3    |
| Centre démocratie et progrès                     | CDP   | 1    |
| Président du conseil général                     |       |      |
| André Colin (CD)                                 |       |      |

## Résultats à l’échelle du département

### Résultats en nombre de sièges
| Parti | Sièges mis en jeu | Élus | Évolution |
| ----- | ----------------- | ---- | --------- |
| PS    | 4                 | 8    | +4        |
| PCF   | 0                 | 2    | +2        |
| CNIP  | 2                 | 1    | -1        |
| DVD   | 1                 | 1    | =         |
| CD    | 7                 | 5    | -2        |
| RI    | 5                 | 4    | -1        |
| UDR   | 1                 | 2    | +1        |
| CDP   | 1                 | 2    | +1        |

### Assemblée départementale élue
| Parti                                            | Sigle   | Élus |
| ------------------------------------------------ | ------- | ---- |
| Majorité (20 sièges)                             |         |      |
| Centre démocrate                                 | CD      | 12   |
| Républicains indépendants                        | RI      | 6    |
| Parti républicain, radical et radical-socialiste | Rad/Dvg | 2    |
| Gauche (17 sièges)                               |         |      |
| Parti socialiste                                 | PS      | 11   |
| Parti communiste français                        | PCF     | 5    |
| Parti socialiste unifié                          | PSU     | 1    |
| UDR et apparentés (11 sièges)                    |         |      |
| Union des démocrates pour la République          | UDR     | 6    |
| Centre national des indépendants et paysans      | CNIP    | 3    |
| Centre démocratie et progrès                     | CDP     | 2    |
| Président du conseil général                     |         |      |
| André Colin (CD)                                 |         |      |

## Résultats par canton

### Canton d'Arzano
| Candidats | Candidats        | Étiquette    | Premier tour | Premier tour |
| Candidats | Candidats        | Étiquette    | Voix         | %            |
| --------- | ---------------- | ------------ | ------------ | ------------ |
|           | Jean Fichoux *   | RI (ex CNIP) | 1 266        | 64,92        |
|           | Louis Le Rouzic  | PS           | 631          | 32,36        |
|           | Bernard Bonnaire | PCF          | 53           | 2,72         |
|           |                  |              |              |              |
| Inscrits  | Inscrits         | Inscrits     | 2 704        | 100,00       |
| Votants   | Votants          | Votants      | 1 980        | 73,23        |
| Exprimés  | Exprimés         | Exprimés     | 1 950        | 98,49        |

*sortant

### Canton de Bannalec
| Candidats | Candidats       | Étiquette | Premier tour | Premier tour |
| Candidats | Candidats       | Étiquette | Voix         | %            |
| --------- | --------------- | --------- | ------------ | ------------ |
|           | Pierre Boëdec * | PS        | 3 315        | 68,52        |
|           | Norbert Duigou  | PCF       | 1 300        | 26,87        |
|           | René Hémery     | PSU       | 223          | 4,61         |
|           |                 |           |              |              |
| Inscrits  | Inscrits        | Inscrits  | 8 330        | 100,00       |
| Votants   | Votants         | Votants   | 5 179        | 62,17        |
| Exprimés  | Exprimés        | Exprimés  | 4 838        | 93,42        |

*sortant

### Nouveau Brest-I
Louis Marc (RI) était élu dans l'ancien canton de Brest-3.
| Candidats | Candidats           | Étiquette    | Premier tour | Premier tour | Second tour | Second tour |
| Candidats | Candidats           | Étiquette    | Voix         | %            | Voix        | %           |
| --------- | ------------------- | ------------ | ------------ | ------------ | ----------- | ----------- |
|           | Louis Marc          | RI (ex CNIP) | 1 965        | 32,52        | 3 169       | 46,43       |
|           | Georges Kerdoncuff  | PS           | 1 806        | 29,89        | 3 657       | 53,57       |
|           | Jean Pont           | DVD-O        | 1 531        | 25,34        |             |             |
|           | Jean-Claude Gourlay | PCF          | 746          | 12,35        |             |             |
|           | Jean-Claude Gourlay | UDB          | 354          | 5,86         |             |             |
|           |                     |              |              |              |             |             |
| Inscrits  | Inscrits            | Inscrits     | 11 908       | 100,00       | 11 908      | 100,00      |
| Votants   | Votants             | Votants      | 6 487        | 54,48        | 6 952       | 58,38       |
| Exprimés  | Exprimés            | Exprimés     | 6 042        | 93,14        | 6 826       | 98,19       |

### Nouveau Brest-II
| Candidats | Candidats      | Étiquette   | Premier tour | Premier tour | Second tour | Second tour |
| Candidats | Candidats      | Étiquette   | Voix         | %            | Voix        | %           |
| --------- | -------------- | ----------- | ------------ | ------------ | ----------- | ----------- |
|           | Francis Le Blé | PS (ex CIR) | 2 494        | 37,27        | 4 456       | 58,51       |
|           | Louise Le Roux | CD-MR       | 2 494        | 37,27        | 3 160       | 41,49       |
|           | Louis Le Roux  | PCF         | 1 500        | 22,42        |             |             |
|           | Michel Herjean | SAV         | 203          | 3,03         |             |             |
|           |                |             |              |              |             |             |
| Inscrits  | Inscrits       | Inscrits    | 14 457       | 100,00       | 14 457      | 100,00      |
| Votants   | Votants        | Votants     | 6 769        | 46,82        | 7 697       | 53,24       |
| Exprimés  | Exprimés       | Exprimés    | 6 691        | 98,85        | 7 616       | 98,95       |

### Nouveau Brest-IV
Georges Lombard était élu dans l'ancien canton de Brest-2.  
| Candidats | Candidats                    | Étiquette | Premier tour | Premier tour | Second tour | Second tour |
| Candidats | Candidats                    | Étiquette | Voix         | %            | Voix        | %           |
| --------- | ---------------------------- | --------- | ------------ | ------------ | ----------- | ----------- |
|           | Georges Lombard              | CNIP-MR   | 3 741        | 47,45        | 4 748       | 49,93       |
|           | Jean-Marie Garrigou-Lagrange | PS        | 2 179        | 27,64        | 4 762       | 50,07       |
|           | Gabriel Paul                 | PCF       | 1 433        | 18,17        |             |             |
|           | René L'Hostis                | UDB       | 532          | 6,75         |             |             |
|           |                              |           |              |              |             |             |
| Inscrits  | Inscrits                     | Inscrits  | 16 501       | 100,00       | 16 501      | 100,00      |
| Votants   | Votants                      | Votants   | 8 092        | 49,04        | 9 706       | 58,82       |
| Exprimés  | Exprimés                     | Exprimés  | 7 885        | 97,44        | 9 510       | 97,98       |

### Nouveau Brest-V
| Candidats | Candidats        | Étiquette | Premier tour | Premier tour | Second tour | Second tour |
| Candidats | Candidats        | Étiquette | Voix         | %            | Voix        | %           |
| --------- | ---------------- | --------- | ------------ | ------------ | ----------- | ----------- |
|           | Joseph Gourmelon | PS        | 2 044        | 34,87        | 3 902       | 60,58       |
|           | Joseph Tanguy    | App.CD    | 1 497        | 25,54        | 2 539       | 39,42       |
|           | Jean Perrot      | PCF       | 1 348        | 23,00        |             |             |
|           | Maurice Guénanff | RI        | 977          | 16,67        |             |             |
|           |                  |           |              |              |             |             |
| Inscrits  | Inscrits         | Inscrits  | 13 018       | 100,00       | 13 018      | 100,00      |
| Votants   | Votants          | Votants   | 5 925        | 45,51        | 6 530       | 50,16       |
| Exprimés  | Exprimés         | Exprimés  | 5 866        | 99,00        | 6 441       | 98,64       |

### Nouveau Brest-VI
| Candidats | Candidats            | Étiquette | Premier tour | Premier tour | Second tour | Second tour |
| Candidats | Candidats            | Étiquette | Voix         | %            | Voix        | %           |
| --------- | -------------------- | --------- | ------------ | ------------ | ----------- | ----------- |
|           | Jacqueline Desouches | PS        | 1 736        | 27,15        | 3 736       | 53,50       |
|           | Hervé Floch          | RI        | 1 367        | 21,38        | 3 247       | 46,50       |
|           | Ange Habasque        | DVD-F     | 1 212        | 18,96        |             |             |
|           | Yvonne Sider         | PCF       | 1 203        | 18,82        |             |             |
|           | Yves Hautin          | App.CD-MR | 876          | 13,70        |             |             |
|           |                      |           |              |              |             |             |
| Inscrits  | Inscrits             | Inscrits  | 13 261       | 100,00       | 13 261      | 100,00      |
| Votants   | Votants              | Votants   | 6 467        | 48,77        | 7 056       | 53,21       |
| Exprimés  | Exprimés             | Exprimés  | 6 394        | 98,87        | 6 983       | 98,97       |

### Nouveau Brest-7
| Candidats | Candidats     | Étiquette | Premier tour | Premier tour |
| Candidats | Candidats     | Étiquette | Voix         | %            |
| --------- | ------------- | --------- | ------------ | ------------ |
|           | Michel Briant | UDR       | 4 400        | 55,00        |
|           | Jean Roudaut  | PS        | 2 177        | 27,21        |
|           | Guy Liziar    | PCF       | 1 423        | 17,79        |
|           |               |           |              |              |
| Inscrits  | Inscrits      | Inscrits  | 14 934       | 100,00       |
| Votants   | Votants       | Votants   | 8 251        | 55,25        |
| Exprimés  | Exprimés      | Exprimés  | 8 000        | 96,96        |

### Canton de Carhaix-Plouguer
Jean-Louis Rohou (CR) élu depuis 1961 ne se représente pas.
| Candidats | Candidats           | Étiquette | Premier tour | Premier tour | Second tour | Second tour |
| Candidats | Candidats           | Étiquette | Voix         | %            | Voix        | %           |
| --------- | ------------------- | --------- | ------------ | ------------ | ----------- | ----------- |
|           | Jean-Pierre Jeudy   | PCF       | 2 792        | 36,87        | 4 378       | 53,46       |
|           | Henri Guenver       | PS        | 2 407        | 31,78        |             |             |
|           | Jean-Michel Parlier | CR-MR (*) | 2 374        | 31,35        | 3 811       | 46,54       |
|           |                     |           |              |              |             |             |
| Inscrits  | Inscrits            | Inscrits  | 10 807       | 100,00       | 10 813      | 100,00      |
| Votants   | Votants             | Votants   | 7 623        | 70,54        | 8 320       | 76,94       |
| Exprimés  | Exprimés            | Exprimés  | 7 573        | 99,34        | 8 189       | 98,43       |

### Canton de Concarneau
Charles Linement (PS) élu depuis 1967 ne se représente pas.
| Candidats | Candidats       | Étiquette | Premier tour | Premier tour | Second tour | Second tour |
| Candidats | Candidats       | Étiquette | Voix         | %            | Voix        | %           |
| --------- | --------------- | --------- | ------------ | ------------ | ----------- | ----------- |
|           | Robert Jan      | PCF       | 3 571        | 41,33        | 5 452       | 55,87       |
|           | Yves Couchouron | App.UDR   | 3 088        | 35,74        | 4 307       | 44,13       |
|           | Eugène Le Roux  | PS        | 1 722        | 19,93        |             |             |
|           | Jean Beaufrère  | SAV       | 259          | 2,96         |             |             |
|           |                 |           |              |              |             |             |
| Inscrits  | Inscrits        | Inscrits  | 15 190       | 100,00       | 15 186      | 100,00      |
| Votants   | Votants         | Votants   | 8 765        | 57,70        | 9 935       | 65,42       |
| Exprimés  | Exprimés        | Exprimés  | 8 640        | 98,57        | 9 759       | 98,23       |

### Canton de Crozon
| Candidats | Candidats         | Étiquette | Premier tour | Premier tour | Second tour | Second tour |
| Candidats | Candidats         | Étiquette | Voix         | %            | Voix        | %           |
| --------- | ----------------- | --------- | ------------ | ------------ | ----------- | ----------- |
|           | Louis Jacquin *   | CNIP-Fav  | 3 115        | 35,86        | 3 386       | 55,36       |
|           | René Heise        | PS        | 1 401        | 23,75        | 2 690       | 44,64       |
|           | Jean Kersalé      | App.MR    | 951          | 16,12        |             |             |
|           | Pierre Mesgouez   | DVD-Maj   | 812          | 13,77        |             |             |
|           | Pierre Plougonven | PCF       | 619          | 10,51        |             |             |
|           |                   |           |              |              |             |             |
| Inscrits  | Inscrits          | Inscrits  | 11 457       |              | 11 472      |             |
| Votants   | Votants           | Votants   | 5 973        | 52,13        | 6 180       | 53,87       |
| Exprimés  | Exprimés          | Exprimés  | 5 898        | 98,74        | 6 026       | 97,51       |

*sortant

### Canton de Daoulas
| Candidats | Candidats         | Étiquette  | Premier tour | Premier tour | Second tour | Second tour |
| Candidats | Candidats         | Étiquette  | Voix         | %            | Voix        | %           |
| --------- | ----------------- | ---------- | ------------ | ------------ | ----------- | ----------- |
|           | Joseph Malléjac * | App.CD-Maj | 2 803        | 39,16        | 3 400       | 45,14       |
|           | André Kervella    | DVD-Opp    | 1 585        | 22,14        | 3 116       | 41,37       |
|           | Robert Ricco      | UDR        | 1 571        | 21,95        |             |             |
|           | Roger Bonderf     | PS         | 810          | 11,31        |             |             |
|           | André Le Gac      | PCF        | 390          | 5,45         |             |             |
|           |                   |            |              |              |             |             |
| Inscrits  | Inscrits          | Inscrits   | 11 440       | 100,00       | 11 437      | 100,00      |
| Votants   | Votants           | Votants    | 7 215        | 63,07        | 7 587       | 66,34       |
| Exprimés  | Exprimés          | Exprimés   | 7 159        | 99,22        | 7 532       | 99,28       |

*sortant

### Canton de Fouesnant
| Candidats | Candidats         | Étiquette | Premier tour | Premier tour |
| Candidats | Candidats         | Étiquette | Voix         | %            |
| --------- | ----------------- | --------- | ------------ | ------------ |
|           | Louis Le Calvez * | CD-MR     | 3 949        | 75,12        |
|           | Jean-Paul Benot   | PCF       | 802          | 15,26        |
|           | Louis Bizouarn    | DVG       | 506          | 9,63         |
|           |                   |           |              |              |
| Inscrits  | Inscrits          | Inscrits  | 8 917        | 100,00       |
| Votants   | Votants           | Votants   | 5 370        | 60,22        |
| Exprimés  | Exprimés          | Exprimés  | 5 257        | 97,90        |

*sortant

### Canton de Lanmeur
François Tanguy-Prigent (PSU) est mort en 1970. Yves Moal (PSU) a été élu lors de la partielle.
| Candidats | Candidats        | Étiquette   | Premier tour | Premier tour | Second tour | Second tour |
| Candidats | Candidats        | Étiquette   | Voix         | %            | Voix        | %           |
| --------- | ---------------- | ----------- | ------------ | ------------ | ----------- | ----------- |
|           | Yves Moal *      | PS (ex PSU) | 3 132        | 38,64        | 3 609       | 65,30       |
|           | François Gautier | PCF         | 1755         | 31,81        |             |             |
|           | Louis Fornier    | UDR         | 1 631        | 29,56        | 1 918       | 34,70       |
|           |                  |             |              |              |             |             |
| Inscrits  | Inscrits         | Inscrits    | 8 044        | 100,00       | 8 040       | 100,00      |
| Votants   | Votants          | Votants     | 5 571        | 69,26        | 5 617       | 69,86       |
| Exprimés  | Exprimés         | Exprimés    | 5 518        | 99,05        | 5 527       | 98,40       |

*sortant

### Canton de Lannilis
| Candidats | Candidats             | Étiquette | Premier tour | Premier tour |
| Candidats | Candidats             | Étiquette | Voix         | %            |
| --------- | --------------------- | --------- | ------------ | ------------ |
|           | Léon Guéguen *        | RI        | 4 710        | 73,69        |
|           | Jean-François Kervern | SAV       | 929          | 14,53        |
|           | Louis Plougoulm       | PS        | 661          | 10,34        |
|           | Yvon Istin            | PCF       | 92           | 1,44         |
|           |                       |           |              |              |
| Inscrits  | Inscrits              | Inscrits  | 9 442        | 100,00       |
| Votants   | Votants               | Votants   | 6 512        | 68,97        |
| Exprimés  | Exprimés              | Exprimés  | 6 392        | 98,16        |

*sortant

### Canton de Plabennec
Gabriel de Poulpiquet (UDR) élu depuis 1945 ne se représente pas.
| Candidats | Candidats           | Étiquette | Premier tour | Premier tour |
| Candidats | Candidats           | Étiquette | Voix         | %            |
| --------- | ------------------- | --------- | ------------ | ------------ |
|           | Jean-Louis Goasduff | UDR (*)   | 4 438        | 76,94        |
|           | Antoine Marzin      | PSU       | 1 100        | 19,07        |
|           | Yvon Drévillon      | PCF       | 230          | 3,99         |
|           |                     |           |              |              |
| Inscrits  | Inscrits            | Inscrits  | 7 990        | 100,00       |
| Votants   | Votants             | Votants   | 5 944        | 74,39        |
| Exprimés  | Exprimés            | Exprimés  | 5 768        | 97,04        |

### Canton de Pleyben
| Candidats | Candidats         | Étiquette | Premier tour | Premier tour |
| Candidats | Candidats         | Étiquette | Voix         | %            |
| --------- | ----------------- | --------- | ------------ | ------------ |
|           | Christian Savidan | DVD-Maj   | 2 538        | 51,02        |
|           | Yves Hamon *      | CD-MR     | 1 329        | 26,71        |
|           | Jean-Yves Le Moal | DVD-Opp   | 598          | 12,02        |
|           | Yvon Pann         | PCF       | 397          | 7,98         |
|           | Georges Lardeau   | DVD-Maj   | 113          | 2,27         |
|           |                   |           |              |              |
| Inscrits  | Inscrits          | Inscrits  | 7 496        | 100,00       |
| Votants   | Votants           | Votants   | 5 032        | 67,13        |
| Exprimés  | Exprimés          | Exprimés  | 4 975        | 98,87        |

*sortant

### Canton de Ploudalmézeau
| Candidats | Candidats        | Étiquette | Premier tour | Premier tour |
| Candidats | Candidats        | Étiquette | Voix         | %            |
| --------- | ---------------- | --------- | ------------ | ------------ |
|           | Alphonse Arzel * | CD-MR     | 4 072        | 70,74        |
|           | Pierre Cadalen   | SAV       | 1 421        | 24,69        |
|           | Paul Lespagnol   | PCF       | 263          | 4,57         |
|           |                  |           |              |              |
| Inscrits  | Inscrits         | Inscrits  | 9 233        | 100,00       |
| Votants   | Votants          | Votants   | 5 947        | 64,41        |
| Exprimés  | Exprimés         | Exprimés  | 5 756        | 96,79        |

*sortant

### Canton de Plouescat
| Candidats | Candidats        | Étiquette       | Premier tour | Premier tour |
| Candidats | Candidats        | Étiquette       | Voix         | %            |
| --------- | ---------------- | --------------- | ------------ | ------------ |
|           | Eugène Le Rue *  | DVD-Maj (ex RI) | 3 793        | 93,10        |
|           | Emmanuel Charles | PCF             | 281          | 6,90         |
|           |                  |                 |              |              |
| Inscrits  | Inscrits         | Inscrits        | 6 834        | 100,00       |
| Votants   | Votants          | Votants         | 4 205        | 61,53        |
| Exprimés  | Exprimés         | Exprimés        | 4 074        | 96,85        |

*sortant

### Canton de Plouzévédé
Eugène Quéméneur (RI) élu depuis 1949 ne se représente pas.
| Candidats | Candidats        | Étiquette | Premier tour | Premier tour | Second tour | Second tour |
| Candidats | Candidats        | Étiquette | Voix         | %            | Voix        | %           |
| --------- | ---------------- | --------- | ------------ | ------------ | ----------- | ----------- |
|           | Jacques de Menou | RI (*)    | 2 473        | 48,48        | 2 968       | 55,14       |
|           | Louis Mesguen    | UDR       | 1 570        | 30,78        | 2 412       | 44,86       |
|           | Roger Le Clech   | MR        | 886          | 17,37        |             |             |
|           | Albert Le Bras   | PCF       | 1783         | 3,39         |             |             |
|           |                  |           |              |              |             |             |
| Inscrits  | Inscrits         | Inscrits  | 6 948        | 100,00       | 6 944       | 100,00      |
| Votants   | Votants          | Votants   | 5 166        | 74,35        | 5 450       | 78,49       |
| Exprimés  | Exprimés         | Exprimés  | 5 102        | 98,76        | 5 377       | 98,66       |

### Canton de Pont-Croix
| Candidats | Candidats        | Étiquette | Premier tour | Premier tour | Second tour | Second tour |
| Candidats | Candidats        | Étiquette | Voix         | %            | Voix        | %           |
| --------- | ---------------- | --------- | ------------ | ------------ | ----------- | ----------- |
|           | Jean Sergent     | CDP       | 3 054        | 34,84        | 5 087       | 47,75       |
|           | Hervé Gloaguen * | CNIP-MR   | 1 485        | 16,94        | 1 539       | 14,45       |
|           | Erwan Guéguen    | PS        | 1 439        | 16,42        | 4 028       | 37,81       |
|           | Amélie Kerloch   | PCF       | 1 335        | 15,23        |             |             |
|           | Jean Cabillic    | CNIP      | 990          | 11,30        |             |             |
|           | Roger Vibert     | CNIP      | 461          | 5,26         |             |             |
|           |                  |           |              |              |             |             |
| Inscrits  | Inscrits         | Inscrits  | 16 805       | 100,00       | 16 796      | 100,00      |
| Votants   | Votants          | Votants   | 8 868        | 52,77        | 10 729      | 63,88       |
| Exprimés  | Exprimés         | Exprimés  | 8 764        | 98,83        | 10 654      | 99,30       |

*sortant

### Canton de Pont-l'Abbé
| Candidats | Candidats      | Étiquette | Premier tour | Premier tour | Second tour | Second tour |
| Candidats | Candidats      | Étiquette | Voix         | %            | Voix        | %           |
| --------- | -------------- | --------- | ------------ | ------------ | ----------- | ----------- |
|           | Henry Bénard * | CD-MR     | 5 856        | 43,24        | 9 082       | 60,67       |
|           | Albert Hénot   | PCF       | 3 669        | 27,09        | 5 888       | 39,33       |
|           | Henri Péron    | UDR       | 2 400        | 17,72        |             |             |
|           | Jean Richard   | PS        | 1 613        | 11,91        |             |             |
|           |                |           |              |              |             |             |
| Inscrits  | Inscrits       | Inscrits  | 24 669       | 100,00       | 24 662      | 100,00      |
| Votants   | Votants        | Votants   | 13 717       | 55,60        | 15 275      | 61,94       |
| Exprimés  | Exprimés       | Exprimés  | 13 538       | 98,70        | 14 970      | 98,00       |

*sortant

### Canton de Rosporden
| Candidats | Candidats       | Étiquette | Premier tour | Premier tour |
| Candidats | Candidats       | Étiquette | Voix         | %            |
| --------- | --------------- | --------- | ------------ | ------------ |
|           | Louis Huitric * | PS        | 1 987        | 55,35        |
|           | Maurice Le Dain | MR        | 1 032        | 28,75        |
|           | Roger Sanséau   | PCF       | 571          | 15,91        |
|           |                 |           |              |              |
| Inscrits  | Inscrits        | Inscrits  | 5 236        | 100,00       |
| Votants   | Votants         | Votants   | 3 638        | 69,46        |
| Exprimés  | Exprimés        | Exprimés  | 3 590        | 98,68        |

*sortant

### Canton de Saint-Pol-de-Léon
| Candidats | Candidats          | Étiquette | Premier tour | Premier tour |
| Candidats | Candidats          | Étiquette | Voix         | %            |
| --------- | ------------------ | --------- | ------------ | ------------ |
|           | François Prigent * | CD        | 6 907        | 80,79        |
|           | André Nadelec      | PSU       | 809          | 9,46         |
|           | Andrée Moat        | PCF       | 506          | 5,92         |
|           | Yves Ilvoas        | UDB       | 327          | 3,83         |
|           |                    |           |              |              |
| Inscrits  | Inscrits           | Inscrits  | 14 589       | 100,00       |
| Votants   | Votants            | Votants   | 8 668        | 59,42        |
| Exprimés  | Exprimés           | Exprimés  | 8 549        | 98,63        |

*sortant

### Canton de Saint-Thégonnec
| Candidats | Candidats       | Étiquette   | Premier tour | Premier tour |
| Candidats | Candidats       | Étiquette   | Voix         | %            |
| --------- | --------------- | ----------- | ------------ | ------------ |
|           | Louis Guillou * | CDP (ex CD) | 2 276        | 71,55        |
|           | Jean Cann       | PSU         | 579          | 18,20        |
|           | Suzanne Ravet   | PCF         | 326          | 10,25        |
|           |                 |             |              |              |
| Inscrits  | Inscrits        | Inscrits    | 4 734        | 100,00       |
| Votants   | Votants         | Votants     | 3 228        | 68,19        |
| Exprimés  | Exprimés        | Exprimés    | 3 181        | 98,54        |

*sortant